# NGC 891
¨
NGC 891 (även känd som Caldwell 23, Silvergalaxenoch Yttre gränsgalaxen)  är en kantbaserad spiralgalax utan stavar, cirka 30 miljoner ljusår bort i stjärnbilden Andromeda. Den upptäcktes av William Herschel den 6 oktober1784. NGC 891 ingår i NGC 1023-gruppen i Virgosuperhopen. Den har en H II-kärna.
Objektet syns i små till medelstora teleskop som en svag, avlång ljusfläck med en stoftstrimla synlig i större apertur.
År 1999 avbildade Hubbleteleskopet NGC 891 i infrarött.
När Large Binocular Telescope var färdigbyggt 2005 valdes NGC 891 ut för teleskopets första bild, på grund av galaxens attraktionskraft och vetenskapliga intresse. År 2012 användes den återigen som första bild av Discovery Channel Telescope med Large Monolithic Imager.
Supernovan SN 1986J upptäcktes den 21 augusti 1986 med en skenbar magnitud på 14.

## Egenskaper
NGC 891 ser ut som Vintergatan skulle se ut när den betraktas från sidan (vissa astronomer har till och med noterat hur lik vår galax ser ut som NGC 891 sett från södra halvklotet) och faktum är att båda galaxerna anses vara mycket lika vad gäller luminositet och storlek. Studier av dynamiken hos dess molekylära väte har också bevisat den sannolika förerkomsten av en central stav. Trots detta visar nyligen (2002) tagna högupplösta bilder av dess stoftskivas ovanliga filamentmönster. Dessa mönster sträcker sig in i galaxens halo, bort från dess galaktiska skiva. Forskare antar att supernovaexplosioner orsakade att detta interstellära stoft kastades ut ur den galaktiska skivan mot halon.
Det kan också vara möjligt att ljustrycket från omgivande stjärnor orsakar detta fenomen.

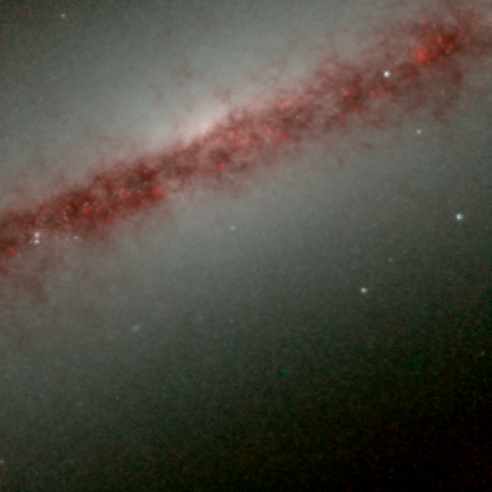
Närbild i infrarött av NGC 891 tagen med Hubbleteleskopet (HST). Bild: HST/NASA/ESA

Galaxen ingår i en liten grupp galaxer, ibland kallad NGC 1023-gruppen. Andra galaxer i denna grupp är NGC 925, 949, 959, 100 , 1023 och 1058, samt UGC 1807, 1865 (DDO 19), 2014 (DDO 22), 2023 (DDO 25), 2034 (DDO 24) och 2259. Dess utkanter omfattar flera koherenta och vidsträckta delstrukturer med låg ytljusstyrka, likt jättelika strömmar som slingrar sig runt modergalaxen upp till avstånd på cirka 50 kparsec. Utbuktningen och skivan är omgivna av en platt och tjock kokongliknande stjärnstruktur. Dessa har vertikala och radiella avstånd på upp till 15 kparsec respektive 40 kparsec och tolkas som resterna av en satellitgalax som blivit störd och håller på att absorberas av NGC 891.

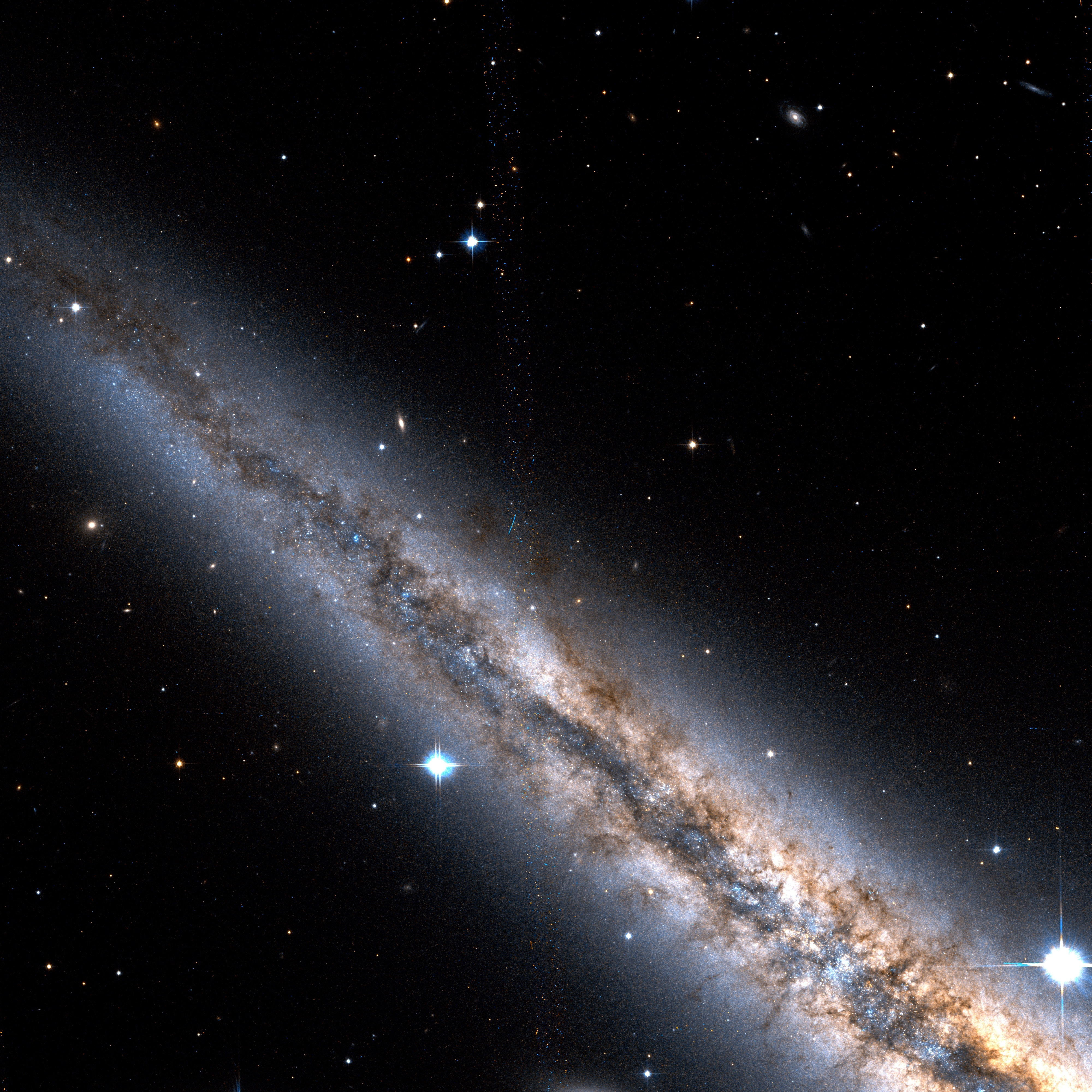
NGC 891 (norra delen) närbild av HST, 3,24 bågminut-vy. Bild: NASA/STScI/WikiSky